# Frontera entre Emiratos Árabes Unidos y Omán
La frontera entre los Emiratos Árabes Unidos y Omán es el límite internacional que separa los territorios de los Emiratos Árabes Unidos y Omán. Mide en total 410 km.

## Características

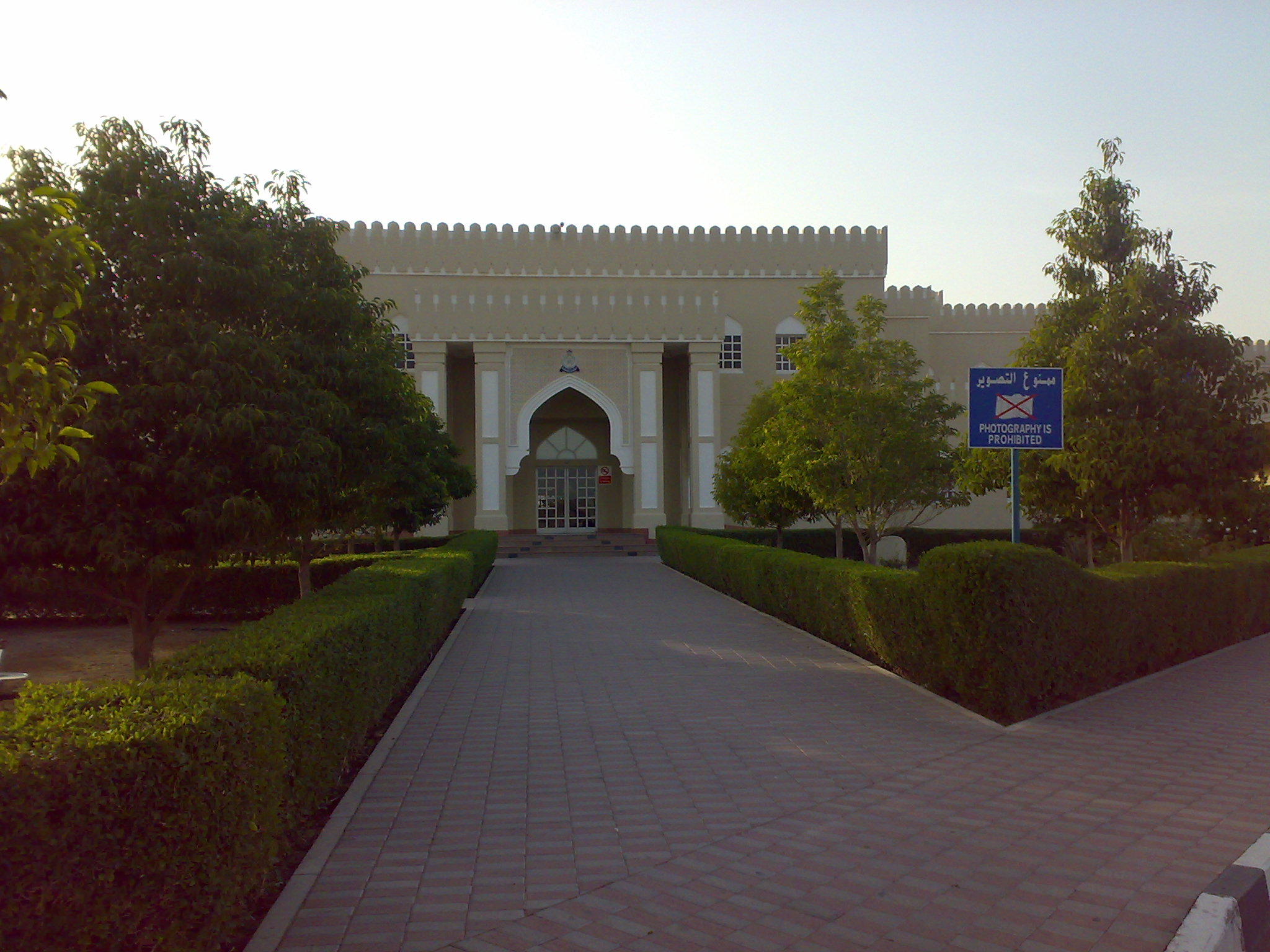
Puesto fronterizo en Al Wajajah.

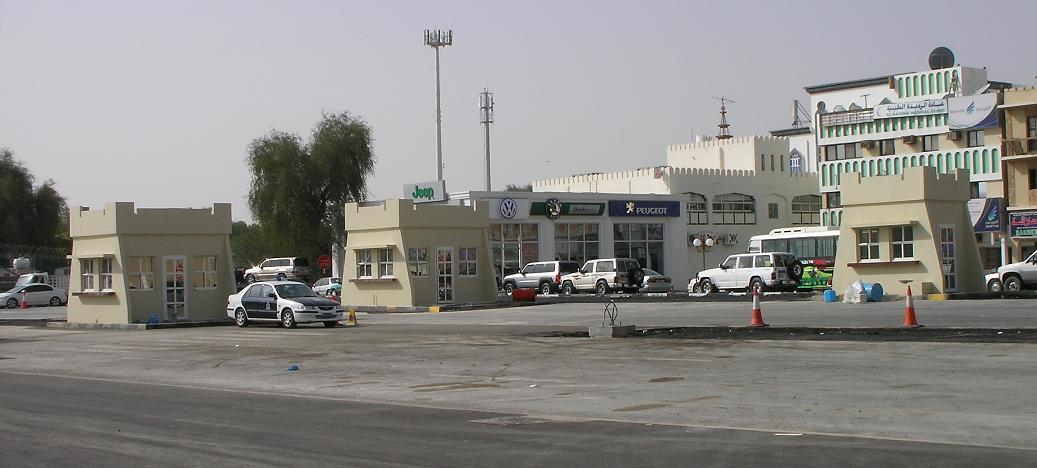
Control fronterizo en Al-Ain (EAU)/Buraimi (Omán).

La frontera principal entre ambos países está ubicada al sudeste y al este de los Emiratos y al noroeste y al norte de Omán. Inicia al nivel de la unión de las fronteras Arabia Saudita/Emiratos Árabes Unidos y Arabia Saudita/Omán. Termina en el océano Índico.
El segundo segmento de la frontera separa la península de Musandam, bajo soberanía omaní pero separada del resto del país por los emiratos.
Estos últimos segmentos están formados por dos enclaves. El primero, Madha, es un enclave omaní dentro de los Emiratos. El segundo, Nahwa, es un enclave del emirato de Sharjah dentro del propio Madha.
El principal punto de pasaje entre ambos países es aquel ubicado entre las ciudades de Al Ain en los Emiratos y Buraimi en Omán, construido en un esfuerzo por controlar el flujo de inmigración ilegal, tráfico de drogas y terroristas en ambos países.
En 2005 los Emiratos Árabes Unidos y Omán firmaron formalmente unos mapas con el objetivo de delinear el trazado de las fronteras entre ambos países desde Umm az-Zamul, al sur, de norte a este hasta Eqaidat. El acuerdo fronterizo original fue firmado en 1999.